# あなたを忘れない (セリーヌ・ディオンの曲)
「あなたを忘れない」（仏: Je ne vous oublie pas（）、英: I Won't Forget You）は、セリーヌ・ディオンのフランス語版ベスト・アルバム『オン・ヌ・シャンジュ・パ』からのリードシングル。デジタル・ダウンロードの形で2005年9月27日にカナダで、同年10月3日にフランスでそれぞれ発売された。その後同年10月5日にはフランス、ベルギー、スイスでCDシングルとしても発売された。
ディオンの前作アルバム『1人の女と4人の男』でも制作に関わったジャック・ヴェネルーゾが作詞を行い、彼はまた「この曲はディオンのファンに対する愛の献呈曲」と語っている。そのヴェネルーゾはディオンの後作アルバム『愛のうた』でも4曲の制作に関わっている。
ミュージックビデオの撮影・監督はディディアー・ケルブラ。撮影はカナダ・モントリオールにある帝国劇場で2005年7月に行われ、同年9月にリリースされた。
セリーヌ・ディオンは新アルバムの販促のため、2005年10月にフランスのテレビ番組に生出演し、この歌を披露した。その後フランスでは音楽チャートの2位にランクインし、16万5000枚を売り上げてシルバーに認定された。その他の国々でも軒並み音楽チャートの上位にランクインし、カナダ ケベック州では3位、ベルギー ワロン地域圏では4位、スイスでは21位を記録した。
2006年にはフェリックス賞最優秀楽曲賞にノミネートされている。

## 収録曲
ヨーロッパ版CDシングル
1. 「あなたを忘れない」 – 3:35
2. 「風に吹かれるままに」（ガルー、500人コーラス） – 3:34
3. 「あなたを忘れない」（インストゥルメンタルバージョン） – 3:35

## 公式編曲版
1. 「あなたを忘れない」（500人コーラス） – 3:35
2. 「あなたを忘れない」（インストゥルメンタルバージョン） – 3:35
3. 「あなたを忘れない」（アルバムバージョン） – 3:35

## チャート・認定
| チャート（2005年）                                  | 最高位 |
| --------------------------------------------------- | ------ |
| ベルギー フランデレン地域圏・ウルトラチップチャート | 9      |
| ベルギー ワロン地域圏・シングルチャート             | 4      |
| カナダ・アダルト・コンテンポラリーチャート          | 23     |
| ヨーロッパ・シングルチャート                        | 8      |
| フランス・シングルチャート                          | 2      |
| ケベックBDSチャート                                 | 3      |
| ケベック・ラジオ通信員チャート                      | 5      |
| スイス・シングルチャート                            | 21     |

| 国       | 認定     |
| -------- | -------- |
| フランス | シルバー |